# Пасечная улица (Москва)
Па́сечная у́лица (фактически — тупик) находится в Тимирязевском районе Северного административного округа города Москвы. Расположена в Тимирязевском парке между Тимирязевской улицей и рекой Жабенкой. На улице находятся несколько зданий и сооружений, относящихся к Тимирязевской сельскохозяйственной академии.

## Происхождение названия
Улица получила своё название (и статус «улицы») в 1928 году. Название «Пасечная» связано с тем, что улица вела к пасеке Тимирязевской сельскохозяйственной академии.

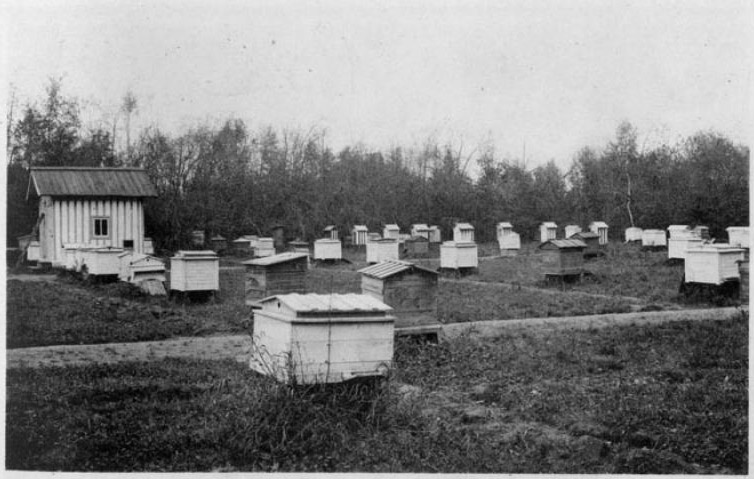
Пасека Сельскохозяйственной академии в 1903 году.
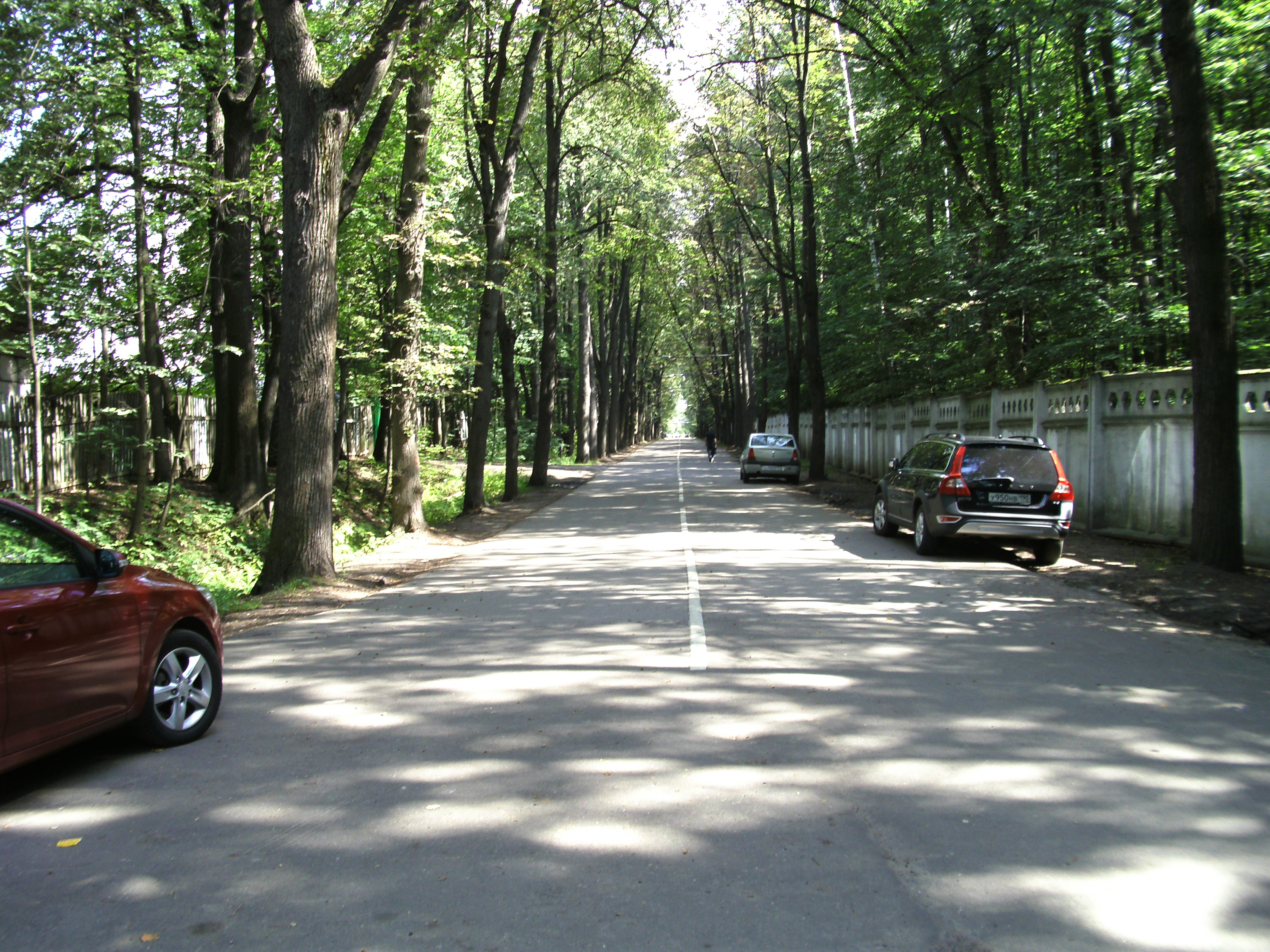
Конец улицы.

## Расположение
Пасечная улица проходит от Тимирязевской улицы на запад до Тимирязевского парка. В конце улицы расположен один из входов в парк. Нумерация домов начинается с востока.
На улице находятся учебные корпуса и хозяйства Тимирязевской сельскохозяйственной академии. С левой стороны в конце улицы также расположен вход на кладбище Тимирязевского парка.

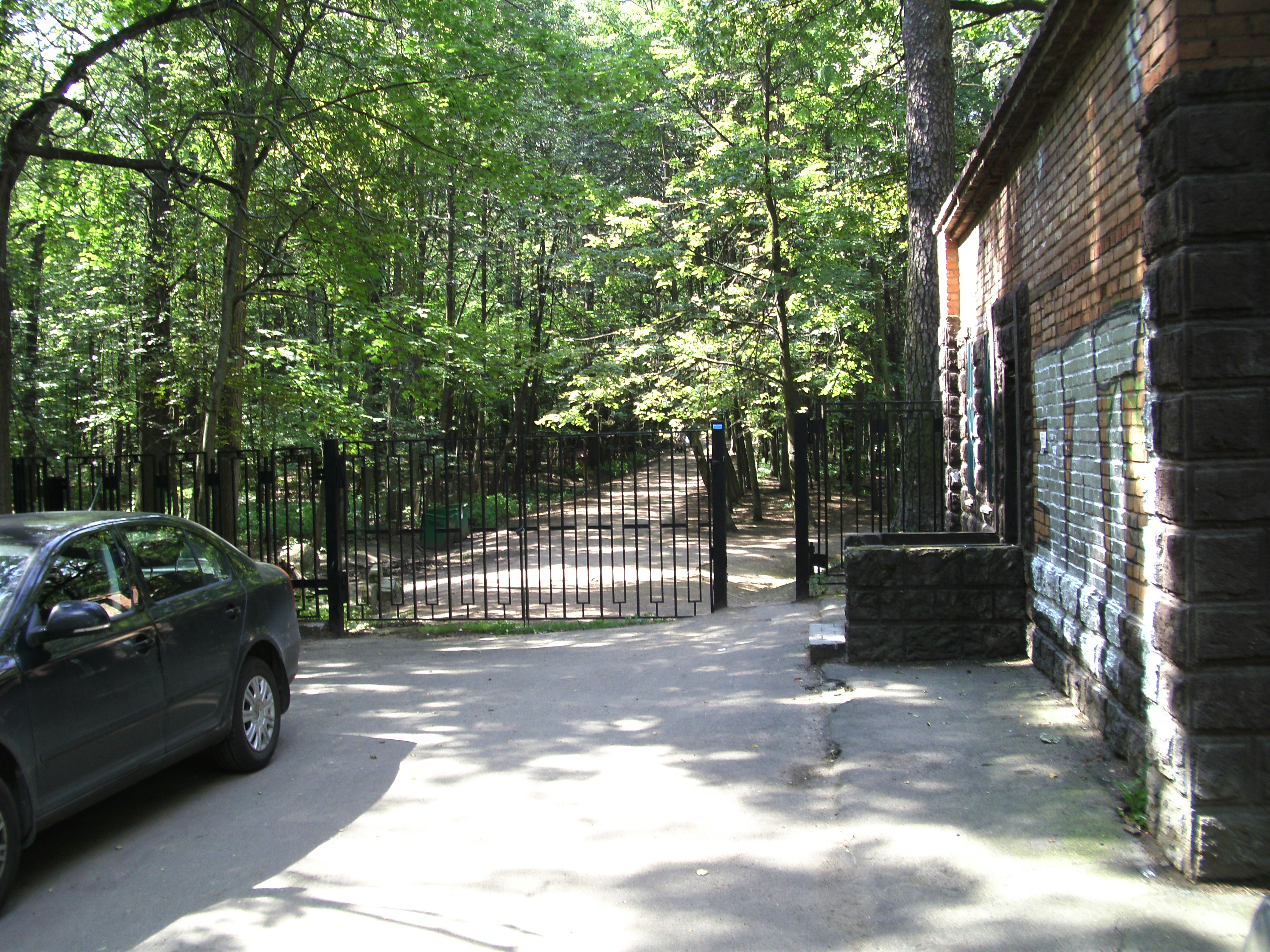
Вход в Тимирязевский парк со стороны Пасечной улицы
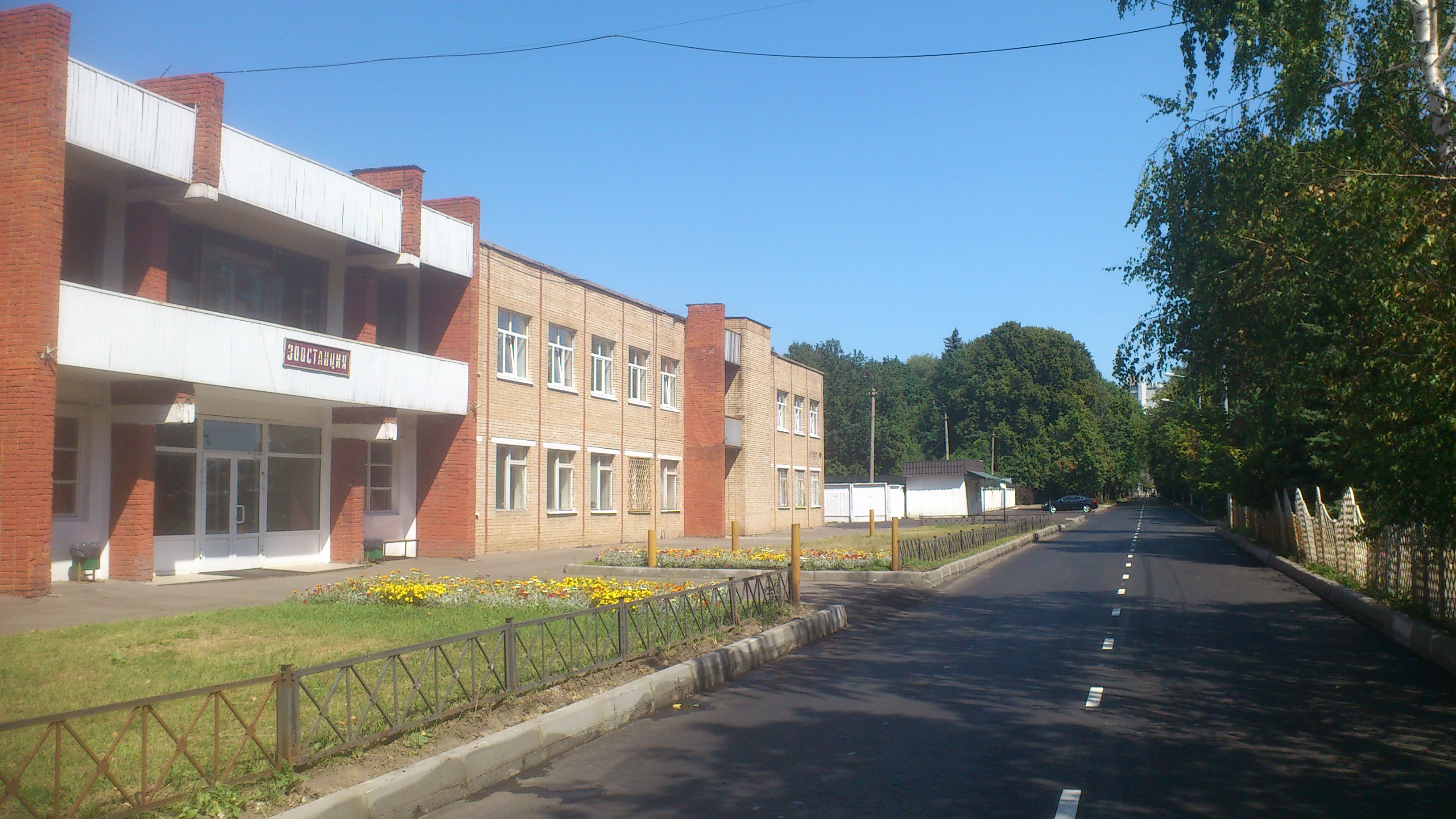
Зоостанция Тимирязевской сельскохозяйственной академии
Кладбище в Тимирязевском парке

## Транспорт
Улица имеет по одной полосе для движения в каждом направлении. Общественный транспорт по улице не ходит. Рядом с перекрёстком с Тимирязевской улицей расположены остановки трамваев 27, 29, автобусов 22, 72, 82, 87, 801. В 1,6 км к востоку от улицы расположена станция метро «Петровско-Разумовская» Серпуховско-Тимирязевской линии и платформа Петровско-Разумовская Октябрьского направления МЖД, а также платформа «Красный Балтиец» Рижского направления МЖД ближе к западному концу улицы.